# Carl Lund-Quist
Carl Elof Lund-Quist (* 19. September 1908 bei Freemount, Kansas; † 28. August 1965; eigentlich Lundquist) war ein US-amerikanischer lutherischer Theologe schwedischer Abstammung.

## Leben
Lund-Quist besuchte ab 1932 das theologische Seminar in Rock Island (Illinois) und wurde 1936 in der Augustanakirche ordiniert. Anschließend war er bis 1941 Gemeindepfarrer in Chicago und von 1941 bis 1946 Studentenpfarrer an der University of Minnesota in Minneapolis. Als Mitglied des Exekutivkomitees der CVJM und den Christlichen Studenten-Weltbundes reiste er 1946 für mehrere Monate durch das kriegszerstörte Europa.  Von 1946 bis 1948 arbeitete er in der Abteilung für Öffentlichkeitsarbeit des National Lutheran Council in den USA. 1948 holte ihn der Generalsekretär des Lutherischen Weltbunds, Sylvester C. Michelfelder, als seinen Stellvertreter nach Genf, und nach dessen Tod 1951 wurde Lund-Quist zu seinem Nachfolger berufen. 1960 musste er wegen gesundheitlicher Probleme sein Amt aufgeben.

## Ehrungen
Lund-Quist erhielt 1958 das Große Verdienstkreuz mit Stern und Schulterband der Bundesrepublik Deutschland. Die Universität Erlangen zeichnete ihn mit der Ehrendoktorwürde aus; ebenso wie mehrere Hochschulen in den USA.